# 愛と青春の旅だち
『愛と青春の旅だち』（原題：An Officer and a Gentleman）は、1982年のアメリカ映画。
テイラー・ハックフォード監督、リチャード・ギア主演。
日本でも人気が高く、第7回日本アカデミー賞最優秀外国作品賞を受賞した。
ルイス・ゴセット・ジュニアが1982年度アカデミー助演男優賞を受賞。また、ジョー・コッカーとジェニファー・ウォーンズが歌った主題歌『愛と青春の旅だち』がアカデミー歌曲賞を受賞している。

## ストーリー
ザック・メイヨは、13歳のときに母親が自殺し、かつて母親を捨てたも同然に扱った水兵の父バイロン・メイヨに引き取られた。フィリピンのスービック・ベイの軍港で初めて会った父親は、現地の売春婦に溺れる生活破綻者で、ザックもフィリピン人から暴力を受けて育った。帰国してからも父親は娼婦に溺れ続ける生活を変えなかった。
大学を卒業後、ザックは父親を見捨てるようにシアトルのレーニエ航空士官候補生学校に入学するために家を出る。父親は、自分の「上官」の地位を目指す息子を嘲笑った。士官候補生学校では教官のフォーリー海兵隊軍曹が、生徒たちを心身両面で鍛えあげ徹底的に教育する。あまりに厳しい訓練にD.O.R（退学希望）を出し去っていく者もあれば、体力的ハンデの前にもがき続ける女子学生もいる。
そんなある日、ザックは市民との懇親パーティで製紙工場で働く女性のポーラと知り合う。次第に親しくなる2人だが、そこにはザックの母親が水兵の父親との結婚を夢見ながら、交際した末に捨てられた過去と同じような境遇の女性の姿が垣間見えてくる。
士官候補生学校の厳しい訓練でパイロットを目指しながらポーラとの愛を育むザックだが、フォーリー軍曹に精神も肉体もギリギリまで絞り込まれ「何故ここにいるのか」と問われる。ザックは「ここしかいる場所がないからだ」と叫ぶ。自分が人生を取り戻すために困難に立ち向かうしかない。しかし彼の前にはまだ試練が横たわっていた。

## 登場人物
ザック・メイヨ
演 - リチャード・ギア
複雑な家庭環境で育った男。これにより心を閉ざし、人とのなれ合いを嫌う。パイロットになる夢を叶えるために海軍航空士官養成学校へ入学する。13歳の時に母親が自殺した過去がある。
ポーラ・ポクリフキ
演 - デブラ・ウィンガー
製紙工場で働く女性。寛大かつ寛容な優しい性格。ザックと恋仲になる。今の父親は養父であるという複雑な家庭環境も持っている。また、本当の父親がザックと同じ士官候補生であったことから、印象の悪さもあり、養父はザックを快く思っていないという不遇もある。
シド・ウォーリー
演 - デヴィッド・キース
ザックと同室の男。オクラホマ出身。恋愛には真摯だが、それだけに悩むことが多く訓練に身が入らなくなり除隊してしまう。それでもリネットが妊娠したかもしれないと思ったこともあり、プロポーズを申し込むが将来性がなくなったことを理由に振られてしまう。
バイロン・メイヨ
演 - ロバート・ロッジア
ザックの父親。酒に溺れては息子の近くで女性と情事に励む節操なし。息子の夢を嘲笑っている。
リネット・ポメロイ
演 - リサ・ブロント
シドの恋人。ポーラと同じ製紙工場で働いている。しかし、現金な一面もあり、士官としての道がなくなったシドを見限った。
ケイシー・シーガー
演 - リサ・アイルバッハー
士官候補生。
エミール・フォーリー
演 - ルイス・ゴセット・ジュニア
軍曹。鬼教官としての一面を持つ。ザックに目をつける。自分たちの立場から女性の恐ろしさも理解しており「玉の輿で自分たちを狙ってくる女は多い」と忠告したこともある。
ライオネル・ペリーマン
演 - ハロルド・シルヴェスター
黒人。妻子持ち。

## キャスト
| 役名                     | 俳優                       | 日本語吹替 | 日本語吹替 |
| 役名                     | 俳優                       | フジテレビ版 | VOD版 |
| ------------------------ | -------------------------- | --- | --- |
| ザック・メイヨ           | リチャード・ギア           | 津嘉山正種 | 浪川大輔 |
| ポーラ・ポクリフキ       | デブラ・ウィンガー         | 岡本茉利 | 世戸さおり |
| シド・ウォーリー         | デヴィッド・キース         | 安原義人 | 小松史法 |
| バイロン・メイヨ         | ロバート・ロッジア         | 阪脩 | 桂一雅 |
| リネット・ポメロイ       | リサ・ブロント             | 藤田淑子 | 小松由佳 |
| ケイシー・シーガー       | リサ・アイルバッハー       | 土井美加 | 沢城みゆき |
| エミール・フォーリー軍曹 | ルイス・ゴセット・ジュニア | 坂口芳貞 | 竹田雅則 |
| エミリオ・デラ・セラ     | トニー・プラナ             | 田中亮一 | |
| ライオネル・ペリーマン   | ハロルド・シルヴェスター   | 玄田哲章 | |
| トッパー・ダニエルズ     | デヴィッド・カルーソ       | 神谷明 | 森宮隆 |
|                          |                            | | |
| 不明 その他              |                            | 小林勝彦 斎藤昌 谷育子 加藤正之 冨永みーな 菊池英博 藤夏子 嶋俊介 松井菜桜子 木藤聡子 戸谷公次 大塚芳忠 杉元直樹 | 下川涼 岡井カツノリ 緑川博子 中務貴幸 村井雄治 蜂須賀智隆 佐瀬弘幸 野川雅史 入江純 鈴宮早織 北田理道 浜添伸也 鹿野真央 稲垣拓哉 |
|                          |                            | | |
| 演出                     |                            | 佐藤敏夫 | 中野洋志 |
| 翻訳                     | 戸田奈津子（字幕）         | 宇津木道子 | 子安則子 |
| 制作                     |                            | 東北新社 | ACクリエイト |
| 初回放送                 |                            | 1986年1月11日 『ゴールデン洋画劇場』 21:03-23:24                                                                 | |

## 舞台
- 2010年に宝塚歌劇団星組にてミュージカル化。脚本・演出は石田昌也、作曲・編曲は手島恭子・中尾太郎が担当した。

主な配役
- ザッカリー・メイヨー（ザック）：柚希礼音
- ポーラ：夢咲ねね
- フォーリー軍曹：凰稀かなめ
- シド：紅ゆずる
- バイロン：英真なおき
- リネット：白華れみ
- シーガー：音波みのり
- デラセラ：夢乃聖夏
- ペリマン：涼紫央
- アル：壱城あずさ
- イーサン：美弥るりか
- エディー：真風涼帆